# Priorité à la vitesse

Une molette de sélection de mode de style Nikon réglée sur le mode priorité à la vitesse (S).

La priorité à la vitesse (généralement indiquée par S sur la molette de sélection des modes, de l'anglais shutter, obturateur - ou par Tv, de l'anglais time value), fait référence à un réglage des appareils photo qui permet à l'utilisateur de choisir une vitesse d'obturation spécifique pendant que l'appareil photo ajuste l'ouverture pour assurer une exposition correcte. C'est différent du mode manuel (M), où l'utilisateur doit décider des deux valeurs, de la priorité à l'ouverture (A) où l'utilisateur choisit une ouverture, l'appareil photo sélectionnant la vitesse d'obturation correspondante, ou du mode programme (P) où l'appareil photo sélectionne les deux.

## Contexte
La priorité à la vitesse avec des expositions plus longues est choisie pour créer une impression de mouvement. Par exemple, une chute d'eau apparaîtra floue. Si l'appareil photo est utilisé pour faire un panoramique avec un sujet en mouvement, l'arrière-plan apparaîtra flou. Lors de la photographie de phénomènes sportifs ou à grande vitesse, la priorité à la vitesse avec des expositions courtes peut garantir que le mouvement est effectivement figé sur l'image résultante.
Comme la priorité à l'ouverture, ce mode permet une automatisation partielle, diminuant ainsi le besoin de concentration totale du photographe.
La priorité à la vitesse est souvent abrégée en S (chez Nikon, Minolta, Konica Minolta, Sony, Olympus, Sigma, Panasonic) ou Tv (pour time value chez Canon, Pentax, Leica) sur la molette de sélection de mode de l'appareil photo.